# FIFA-Konföderationen-Pokal 2013/Finalrunde
Dieser Artikel umfasst die Spiele der Finalrunde beim FIFA-Konföderationen-Pokal 2013 mit allen statistischen Details.

## Halbfinale

### Brasilien – Uruguay 2:1 (1:0)
| Brasilien                                                                                          | Brasilien | Uruguay | Uruguay |
| -------------------------------------------------------------------------------------------------- | --- | --- | ------- |
| Brasilien                                                                                          | \| 26. Juni 2013 um 16:00 Uhr (21:00 Uhr MESZ) in Belo Horizonte (Estádio Governador Magalhães Pinto) \| \| Zuschauer: 57.483 \| \| Schiedsrichter: Enrique Osses ( Chile) \| \| Spielbericht \| | \| 26. Juni 2013 um 16:00 Uhr (21:00 Uhr MESZ) in Belo Horizonte (Estádio Governador Magalhães Pinto) \| \| Zuschauer: 57.483 \| \| Schiedsrichter: Enrique Osses ( Chile) \| \| Spielbericht \|                                          | Uruguay |
| Brasilien                                                                                          | Júlio César – Dani Alves, Thiago Silva , David Luiz, Marcelo – Luiz Gustavo, Paulinho, Oscar (76. Hernanes) – Hulk (64. Bernard), Neymar (90+1'. Dante), Fred Cheftrainer: Luiz Felipe Scolari   | Fernando Muslera – Diego Lugano , Diego Godín, Maximiliano Pereira, Martín Cáceres – Cristian Rodríguez, Egidio Arévalo Ríos, Álvaro González (83. Walter Gargano) – Diego Forlán, Luis Suárez, Edinson Cavani Cheftrainer: Óscar Tabárez | Uruguay |
| Brasilien                                                                                          | 1:0 Fred (41.) 2:1 Paulinho (86.) | 1:1 Edinson Cavani (48.) | Uruguay |
| Brasilien                                                                                          | David Luiz (13.), Luiz Gustavo (39.), Marcelo (75.) | Edinson Cavani (21.), Álvaro González (74.) | Uruguay |
| Brasilien                                                                                          | César hält Elfmeter von Forlán (14.) | | Uruguay |
| Brasilien                                                                                          | Spieler des Spiels: Júlio César (Brasilien) | | Uruguay |
| 26. Juni 2013 um 16:00 Uhr (21:00 Uhr MESZ) in Belo Horizonte (Estádio Governador Magalhães Pinto) | | |         |
| Zuschauer: 57.483                                                                                  | | |         |
| Schiedsrichter: Enrique Osses ( Chile)                                                             | | |         |
| Spielbericht                                                                                       | | |         |

### Spanien – Italien 0:0 n.V., 7:6 i.E.
| Spanien                                                                                     | Spanien | Italien | Italien |
| ------------------------------------------------------------------------------------------- | --- | --- | ------- |
| Spanien                                                                                     | \| 27. Juni 2013 um 16:00 Uhr (21:00 Uhr MESZ) in Fortaleza (Estádio Plácido Aderaldo Castelo) \| \| Zuschauer: 56.083 \| \| Schiedsrichter: Howard Webb ( England) \| \| Spielbericht \|                                                  | \| 27. Juni 2013 um 16:00 Uhr (21:00 Uhr MESZ) in Fortaleza (Estádio Plácido Aderaldo Castelo) \| \| Zuschauer: 56.083 \| \| Schiedsrichter: Howard Webb ( England) \| \| Spielbericht \| | Italien |
| Spanien                                                                                     | Iker Casillas – Gerard Piqué, Sergio Ramos, Álvaro Arbeloa, Jordi Alba – Xavi, Sergio Busquets, Andrés Iniesta – Pedro (79. Juan Mata), David Silva (53. Jesús Navas), Fernando Torres (94. Javi Martínez) Cheftrainer: Vicente del Bosque | Gianluigi Buffon – Andrea Barzagli (46. Riccardo Montolivo), Leonardo Bonucci, Giorgio Chiellini – Daniele De Rossi, Andrea Pirlo, Christian Maggio, Antonio Candreva, Claudio Marchisio (80. Alberto Aquilani), Emanuele Giaccherini – Alberto Gilardino (91. Sebastian Giovinco) Cheftrainer: Cesare Prandelli | Italien |
| Spanien                                                                                     | Elfmeterschießen | | Italien |
| Spanien                                                                                     | 1:1 Xavi 2:2 Andrés Iniesta 3:3 Gerard Piqué 4:4 Sergio Ramos 5:5 Juan Mata 6:6 Sergio Busquets 7:6 Jesús Navas | 0:1 Antonio Candreva 1:2 Alberto Aquilani 2:3 Daniele De Rossi 3:4 Emanuele Giaccherini 4:5 Andrea Pirlo 5:6 Riccardo Montolivo Leonardo Bonucci | Italien |
| Spanien                                                                                     | Gerard Piqué (105.+1') | Daniele De Rossi (65.) | Italien |
| Spanien                                                                                     | Spieler des Spiels: Iker Casillas (Spanien) | | Italien |
| 27. Juni 2013 um 16:00 Uhr (21:00 Uhr MESZ) in Fortaleza (Estádio Plácido Aderaldo Castelo) | | |         |
| Zuschauer: 56.083                                                                           | | |         |
| Schiedsrichter: Howard Webb ( England)                                                      | | |         |
| Spielbericht                                                                                | | |         |

## Spiel um Platz 3

### Uruguay – Italien 2:2 n.V. (2:2, 0:1), 2:3 i.E.
| Uruguay                                                                             | Uruguay | Italien | Italien |
| ----------------------------------------------------------------------------------- | --- | --- | ------- |
| Uruguay                                                                             | \| 30. Juni 2013 um 13:00 Uhr (18:00 Uhr MESZ) in Salvador da Bahia (Arena Fonte Nova) \| \| Zuschauer: 43.382 \| \| Schiedsrichter: Djamel Haimoudi ( Algerien) \| \| Spielbericht \|                                                                                            | \| 30. Juni 2013 um 13:00 Uhr (18:00 Uhr MESZ) in Salvador da Bahia (Arena Fonte Nova) \| \| Zuschauer: 43.382 \| \| Schiedsrichter: Djamel Haimoudi ( Algerien) \| \| Spielbericht \| | Italien |
| Uruguay                                                                             | Fernando Muslera – Maximiliano Pereira (81. Álvaro Pereira), Diego Lugano , Diego Godín, Martín Cáceres – Walter Gargano, Egidio Arévalo Ríos (107. Diego Pérez), Cristian Rodríguez (56. Álvaro González) – Edinson Cavani, Diego Forlán, Luis Suárez Cheftrainer: Óscar Tabárez | Gianluigi Buffon – Christian Maggio, Davide Astori (96. Leonardo Bonucci), Giorgio Chiellini, Mattia De Sciglio – Antonio Candreva, Daniele De Rossi (70. Alberto Aquilani), Riccardo Montolivo – Alessandro Diamanti (83. Emanuele Giaccherini), Alberto Gilardino, Stephan El Shaarawy Cheftrainer: Cesare Prandelli | Italien |
| Uruguay                                                                             | 1:1 Edinson Cavani (58.) 2:2 Edinson Cavani (78.) | 0:1 Davide Astori (24.) 1:2 Alessandro Diamanti (73.) | Italien |
| Uruguay                                                                             | Elfmeterschießen | | Italien |
| Uruguay                                                                             | Diego Forlán 1:1 Edinson Cavani 2:2 Luis Suárez Martín Cáceres Walter Gargano | 0:1 Alberto Aquilani 1:2 Stephan El Shaarawy Mattia De Sciglio 2:3 Emanuele Giaccherini | Italien |
| Uruguay                                                                             | Maxi Pereira (8.), Luis Suárez (61.) | Giorgio Chiellini (55.), Riccardo Montolivo (82.) | Italien |
| Uruguay                                                                             | Riccardo Montolivo (110.) | | Italien |
| Uruguay                                                                             | Spieler des Spiels: Gianluigi Buffon (Italien) | | Italien |
| 30. Juni 2013 um 13:00 Uhr (18:00 Uhr MESZ) in Salvador da Bahia (Arena Fonte Nova) | | |         |
| Zuschauer: 43.382                                                                   | | |         |
| Schiedsrichter: Djamel Haimoudi ( Algerien)                                         | | |         |
| Spielbericht                                                                        | | |         |

## Finale

### Brasilien – Spanien 3:0 (2:0)
| Brasilien                                                                | Brasilien | Spanien | Spanien |
| ------------------------------------------------------------------------ | --- | --- | ------- |
| Brasilien                                                                | \| 30. Juni 2013 um 19:00 Uhr (24:00 Uhr MESZ) in Rio de Janeiro (Maracanã) \| \| Zuschauer: 73.531 \| \| Schiedsrichter: Björn Kuipers ( Niederlande) \| \| Spielbericht \|            | \| 30. Juni 2013 um 19:00 Uhr (24:00 Uhr MESZ) in Rio de Janeiro (Maracanã) \| \| Zuschauer: 73.531 \| \| Schiedsrichter: Björn Kuipers ( Niederlande) \| \| Spielbericht \|                                                                   | Spanien |
| Brasilien                                                                | Júlio César – Dani Alves, Thiago Silva , David Luiz, Marcelo – Luiz Gustavo, Paulinho (88. Hernanes), Oscar – Hulk (73. Jádson), Neymar, Fred (80. Jô) Cheftrainer: Luiz Felipe Scolari | Iker Casillas – Gerard Piqué, Sergio Ramos, Álvaro Arbeloa (46. César Azpilicueta), Jordi Alba – Xavi, Sergio Busquets, Andrés Iniesta – Pedro, Juan Mata (52. Jesús Navas), Fernando Torres (59. David Villa) Cheftrainer: Vicente del Bosque | Spanien |
| Brasilien                                                                | 1:0 Fred (2.) 2:0 Neymar (44.) 3:0 Fred (47.) | | Spanien |
| Brasilien                                                                | Álvaro Arbeloa (15.), Sergio Ramos (28.) | | Spanien |
| Brasilien                                                                | Gerard Piqué (68.) | | Spanien |
| Brasilien                                                                | Sergio Ramos verschießt Elfmeter (55.) | | Spanien |
| Brasilien                                                                | Spieler des Spiels: Neymar (Brasilien) | | Spanien |
| 30. Juni 2013 um 19:00 Uhr (24:00 Uhr MESZ) in Rio de Janeiro (Maracanã) | | |         |
| Zuschauer: 73.531                                                        | | |         |
| Schiedsrichter: Björn Kuipers ( Niederlande)                             | | |         |
| Spielbericht                                                             | | |         |